# Čiginj
Čiginj (in italiano Cighino, desueto) è un insediamento a sud di Volzana e frazione del comune di Tolmino. In epoca asburgica fu co-capoluogo del comune catastale di Zighino e Cosarsca, venendo poi aggregato al comune di Volzana.

## Storia
Durante la seconda guerra mondiale, le autorità italiane crearono a Cighino un campo di concentramento che poi venne trasferito a Gonars.

## Nome
Il toponimo sembra quasi sicuramente una derivazione dal latino Galciniana. Pertanto, si tratterebbe di una delle poche reliquie toponomastiche ladine ancora presenti nell'area. 

## Corsi d'acqua
Lojščica.